# Per Banér

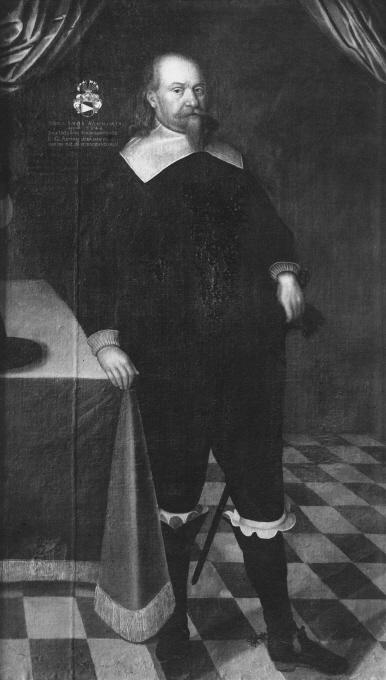
Per Banér (Gemälde von Jacob Heinrich Elbfas 1642)

Per Gustafsson Banér (* 28. Juni 1588 in Djursholm; † 13. Juli 1644 in Stockholm) war ein schwedischer Staatsmann.

## Leben

### Herkunft und Familie
Per war Angehöriger der schwedischen Freiherren Banér, sowie ein Sohn von Gustaf Banér (1547–1600) und Christina Sture (1559–1619). Sein jüngerer Bruder Johann diente als schwedischer Feldmarschall im Dreißigjährigen Krieg.
Im Jahr 1615 vermählte sich Per mit Hebbla Fleming († 1639), einer Tochter von Clas Eriksson Fleming († 1597). Aus der Ehe sind acht Kinder hervorgegangen, darunter der schwedische Feldmarschall Gustaf Persson Banér (1618–1689).

### Werdegang
Per Banér auf Ekenäs und Tuna war seit 1611 Kammerherr bei Gustav II. Adolf. Er nahm aktiv am Kalmarkrieg in Skane teil, konnte sich insbesondere in der Schlacht bei Vittsjö hervortuen und
gehörte zu den schwedischen Kommissaren, die den Frieden von Knäred ausgehandelt hatten. Anlässlich der Krönungsfeierlichkeiten 1617 wurde er zum Ritter geschlagen und in den Jahren 1621 und 1622 wiederholt als Kriegskommissar eingesetzt. Im Krieg gegen Polen wurde er 1621 nach Finnland, Pernau und Reval entsandt. 1622 wurde er Gouverneur von Estland auf den Revaler Schloss. Er wurde 1623 wegen eines befürchteten Angriffs Sigismunds nach Småland geschickt, um die Region um Kalmar ruhig zu halten. Noch im selben Jahr wurde er Häradshövding von Sääksmäki in Finnland. 1625 avancierte er zum Reichsrat. Als solcher wurde er 1626 in die Kanzlei berufen und diente während der Abwesenheit von Axel Oxenstierna, mit dem er ein angespanntes Verhältnis pflegte, in diplomatischen Aufgaben als Vizekanzler.
Zu Beginn des Jahres 1627 wurde er Lagman in Östergötland. Von Mai bis September 1627 war er in diplomatischer Mission nach Deutschland entsandt und gehörte auch zu den schwedischen sechs Ratsmitglieder die im Dezember mit den Dänen, u. a. mit Christian Friis verhandelten.